# SummerSlam (2015)
SummerSlam 2015 fue la vigésimaoctava edición de SummerSlam, un evento pago por visión de lucha libre profesional realizado por la WWE. Tuvo lugar el 23 de agosto de 2015 en el Barclays Center en Brooklyn, Nueva York, Nueva York. Los temas oficiales del evento fueron "Big Summer" de CFO$ y "Cool for the Summer" de Demi Lovato.
Ésta fue la primera vez desde 2008 que SummerSlam se celebró fuera de Los Ángeles, ya que el SummerSlam se había celebrado en el Staples Center entre 2009 y 2014. Éste fue el octavo SummerSlam que se celebró en el área metropolitana de Nueva York después de las ediciones de 1988, 1989, 1991, 1997, 1998, 2002 y 2007. El Izod Center originalmente iba a acoger a SummerSlam, pero debido a su cierre en abril de 2015, el evento fue trasladado al Barclays Center. El evento también fue el primero en la cronología de SummerSlam en ser de cuatro horas de duración, una longitud previamente reservada solo para WrestleMania.

## Argumento
En WrestleMania XXX, Brock Lesnar derrotó a The Undertaker para romper su racha de invicto en WrestleMania. Cuatro meses más tarde, Lesnar derrotó a John Cena en SummerSlam para ganar el Campeonato Mundial Peso Pesado de la WWE, pero lo perdió al año siguiente en WrestleMania 31 en su lucha contra Roman Reigns cuando Seth Rollins cobró su contrato Money in the Bank para ganar el campeonato. Lesnar recibió su revancha contra Rollins en Battleground, y estuvo cerca de la victoria cuando The Undertaker regresó y atacó a Lesnar, causando que Lesnar ganara por descalificación, pero no ganara el campeonato. En el episodio del 20 de julio de Raw, se anunció que The Undertaker se enfrentaría a Lesnar en SummerSlam. La lucha en SummerSlam sería la primera lucha en SummerSlam de The Undertaker desde 2008, y su primera lucha en pago por visión fuera de WrestleMania desde Bragging Rights en 2010.
Ryback ganó el vacante Campeonato Intercontinental en un Elimination Chamber match en Elimination Chamber. En el episodio del 1 de junio de Raw, Ryback estaba programado para hacer su primera defensa del título contra The Miz, pero Big Show atacó a Miz, evitando que la lucha ocurra y confrontando a Ryback. En Money in the Bank, Big Show derrotó a Ryback por descalificación después de que Miz lo atacó; por lo tanto, Ryback retuvo el título. El 22 de junio, se anunció en WWE.com que Ryback defendería el título contra Big Show y The Miz en un Triple Threat match en Battleground, pero después de que Ryback sufrió una lesión, la lucha fue pospuesta. El 6 de agosto, se anunció en WWE.com que la lucha había sido reprogramada para SummerSlam.
En Money in the Bank, Bray Wyatt atacó a Roman Reigns durante el Money in the Bank ladder match, lo que le impidió ganar la lucha. En Battleground, Wyatt derrotó a Reigns después de que Luke Harper interfirió y atacó a Reigns, reuniendo a The Wyatt Family en el proceso. En el episodio del 20 de julio de Raw, Dean Ambrose acompañó a Reigns en su lucha contra Harper, que Reigns ganó por descalificación. En la edición de 6 de agosto de SmackDown, Reigns desafió a Wyatt a una lucha de equipos en SummerSlam, con Reigns y Ambrose enfrentando a Wyatt y Harper, que Wyatt aceptó.
En el episodio del 18 de junio de SmackDown, Alicia Fox se alió con The Bella Twins (Brie Bella y la Campeona de Divas Nikki Bella), ayudando a Brie a ganar su lucha contra Paige, posteriormente nombrando a su equipo «Team Bella». En el episodio del 13 de julio de Raw, Charlotte, Becky Lynch y la Campeona Femenina de NXT Sasha Banks hicieron su debut en la WWE; Charlotte y Lynch se aliaron con Paige, posteriormente nombrando a su equipo «PCB», mientras que Banks se alió con Naomi y Tamina, nombrando a su equipo «Team B.A.D.». En Battleground, Charlotte derrotó a Brie y Banks en un Triple Threat match. El 10 de agosto, se anunció que Team Bella, PCB y Team B.A.D. competirían entre sí en SummerSlam.
En Battleground, The Prime Time Players retuvieron su Campeonato en Parejas de la WWE contra The New Day. En el episodio del 20 de julio de Raw, Los Matadores derrotaron a The Prime Time Players, después de que The New Day distrajo a este último equipo. En el episodio del 27 de julio de Raw, The Lucha Dragons derrotaron a Los Matadores. En el episodio del 30 de julio de SmackDown, The Lucha Dragons y Los Matadores derrotaron a The New Day y The Ascension. En el episodio del 3 de agosto de Raw, The New Day y The Ascension derrotaron a The Lucha Dragons y Los Matadores en una revancha. En el episodio del 6 de agosto de SmackDown, The Prime Time Players hicieron equipo con Mark Henry para derrotar a The New Day. En el episodio del 10 de agosto de Raw, The New Day derrotó a Los Matadores. Fue entonces anunciado en WWE.com que The Prime Time Players defenderían los títulos contra The New Day, Los Matadores y The Lucha Dragons en SummerSlam.
En el episodio del 25 de mayo de Raw, Stardust enfrentó al invitado especial Stephen Amell (actor de Arrow), mientras que perdió ante Neville. En el episodio del 13 de julio de Raw, Stardust derrotó a Neville. En el episodio del 10 de agosto de Raw, donde Amell fue de nuevo invitado especial, Neville derrotó a King Barrett, pero luego fue atacado por Stardust. Stardust luego atacó a Amell, quien entró al ring y atacó a Stardust. Amell y Neville entonces persuadieron a Triple H tras bastidores para hacer una lucha por equipos en SummerSlam, con Amell y Neville frente a Stardust y Barrett, que Triple H aceptó.
En el episodio del 20 de julio de Raw, el Campeón de los Estados Unidos John Cena retó al Campeón Mundial Peso Pesado de la WWE Seth Rollins a una lucha por el Campeonato Mundial Peso Pesado de la WWE, pero Rollins se negó. En el episodio del 27 de julio de Raw, Cena desafió nuevamente a Rollins, pero en vez de eso The Authority lo obligó a defender el Campeonato de los Estados Unidos contra Rollins. Cena derrotó a Rollins, pero sufrió una fractura de nariz durante la lucha. En el episodio del 3 de agosto de Raw, Rollins desafió Cena a una lucha en SummerSlam tanto por el Campeonato Mundial Peso Pesado de la WWE como por el Campeonato de los Estados Unidos. En el episodio del 11 de agosto de Tough Enough, Cena aceptó el desafío de Rollins.
En el episodio del 18 de junio de SmackDown, Kevin Owens derrotó a Cesaro. En el episodio del 29 de junio de Raw, Cesaro derrotó al Campeón de los Estados Unidos John Cena por descalificación después de ser atacado por Owens, por lo tanto, no ganó el título. En el episodio del 20 de julio de Raw, Cesaro hizo equipo con Cena y Randy Orton para derrotar a Owens, Rusev y Sheamus. En el episodio del 23 de julio de SmackDown, Owens atacó a Cesaro después de su lucha contra Seth Rollins. En el episodio del 27 de julio de Raw, Cesaro atacó a Owens después de su lucha contra Orton. En el episodio del 30 de julio en SmackDown, después de que Owens atacó a Cesaro durante su revancha contra Rollins, Dean Ambrose y Cesaro derrotaron a Owens y Rollins en una lucha por equipos. En el episodio del 13 de agosto de SmackDown, se anunció que Cesaro se enfrentaría a Owens en SummerSlam.
En Battleground, Randy Orton derrotó a Sheamus. En el episodio del 20 de julio de Raw, Orton, John Cena y Cesaro derrotaron a Sheamus, Kevin Owens y Rusev. En el episodio del 27 de julio de Raw, Sheamus atacó a Orton durante su lucha contra Owens. En el episodio del 3 de agosto de Raw, Orton, Dean Ambrose y Roman Reigns derrotaron a Sheamus, Bray Wyatt y Luke Harper. En el episodio del 10 de agosto de Raw, Orton derrotó al Campeón Mundial Peso Pesado de la WWE Seth Rollins por descalificación después de ser atacado por Sheamus, por lo tanto, no ganó el título. Sheamus luego intentó cobrar su contrato Money in the Bank en Rollins, pero fue detenido por Orton. El 17 de agosto, se anunció en WWE.com que Orton se enfrentaría a Sheamus en SummerSlam.
En el episodio del 18 de mayo de Raw, Lana terminó su asociación con Rusev y comenzó una relación con Dolph Ziggler, volviéndose face en el proceso. Después de numerosos intentos fallidos de hacer que Lana se aleje de Ziggler, Rusev comenzó una relación con Summer Rae. En el episodio del 6 de julio de Raw, Rusev atacó a Ziggler, dando lugar a Ziggler sufriendo una lesión en la garganta. En el episodio del 17 de agosto de Raw, Ziggler regresó y atacó a Rusev. Esa misma noche, se anunció que Ziggler se enfrentaría a Rusev en SummerSlam.

## Resultados
- Sheamus derrotó a Randy Orton. (12:14)[27]
  - Sheamus cubrió a Orton después de dos «Brogue Kicks».
- The New Day (Big E & Kofi Kingston) (con Xavier Woods) derrotaron a The Prime Time Players (Titus O'Neil & Darren Young) (c), The Lucha Dragons, (Kalisto & Sin Cara) y Los Matadores (Diego & Fernando) (con El Torito) y ganaron el Campeonato en Parejas de la WWE. (11:22)[28]
  - Kingston cubrió a Diego después de un «Clash of the Titus» de O'Neil.
- Dolph Ziggler (con Lana) y Rusev (con Summer Rae) terminaron sin resultado. (11:50)[29]
  - La lucha terminó sin resultado luego de que ninguno de los dos luchadores pudiera volver al ring antes de la cuenta de diez.
  - Después de la lucha, Lana y Rae pelearon en el ring.
- Stephen Amell & Neville derrotaron a Stardust & King Barrett. (7:36)[30]
  - Neville cubrió a Barrett después de un «Red Arrow».
- Ryback derrotó a The Big Show y The Miz y retuvo el Campeonato Intercontinental. (5:34)[31]
  - Ryback cubrió a The Miz después de un «K.O. Punch» de Show.
- Roman Reigns & Dean Ambrose derrotaron a The Wyatt Family (Bray Wyatt & Luke Harper). (10:56)[32]
  - Reigns cubrió a Wyatt después de un «Dirty Deeds» de Ambrose y un «Spear».
- El Campeón Mundial Peso Pesado de la WWE Seth Rollins derrotó a John Cena y ganó el Campeonato de los Estados Unidos. (19:27)[33]
  - Rollins cubrió a Cena después de un «Pedigree» sobre una silla.
  - Durante la lucha, Jon Stewart interfirió atacando a Cena con una silla.
  - Ambos campeonatos estuvieron en juego.
- Team PCB (Paige, Charlotte & Becky Lynch) derrotó a Team Bella (Brie Bella, Nikki Bella & Alicia Fox) y Team B.A.D. (Naomi, Sasha Banks & Tamina) en un Elimination Match. (15:18)[34]
  - Brie cubrió a Tamina después de un «Bella Buster» desde la tercera cuerda. (6:17)
  - Lynch cubrió a Brie después de un «Pumphandle Slam». (15:18)
- Kevin Owens derrotó a Cesaro. (14:21)[35]
  - Owens cubrió a Cesaro después de un «Pop-up Powerbomb».
- The Undertaker derrotó a Brock Lesnar (con Paul Heyman) (17:10).[36]
  - The Undertaker dejó inconsciente a Lesnar con un «Hell´s Gate» después de aplicarle un «Low Blow».
  - Originalmente Lesnar forzó a The Undertaker a rendirse con un «Kimura Lock» y un asistente toco la campana, pero el árbitro anuló su acción al no ver la rendición.

## Otros roles
Comentaristas en ingles
- Michael Cole
- Jerry "The King" Lawler
- John "Bradshaw" Layfield

Comentaristas en español
- Carlos Cabrera
- Marcelo Rodríguez
- Jerry Soto

Comentaristas en francés
- Christophe Agius
- Philippe Chereau

Anunciadores
- Lillian García
- Eden Stiles

Árbitros
- Charles Robinson
- Mike Chioda
- Chad Patton
- John Cone
- Ryan Tran
- Jason Ayers
- Darrick Moore
- Rod Zapata